# Music Life
Music Life é o décimo terceiro álbum da banda japonesa de pop rock Glay, lançado em 5 de novembro de 2014. Chegou à segunda colocação nas paradas semanais da Oricon, à quinta posição nas paradas mensais da mesma empresa em novembro e à 58ª posição na parada de final de ano de 2014 deles. O álbum foi lançado em três formatos: uma edição regular com o CD de inéditas e duas edições limitadas com o CD regular e uma de duas coletâneas possíveis: Ballads Best☆Melodies ou Ballads Best☆Memories, que trazem baladas lançadas anteriormente pelo grupo. A lista de faixas de ambas as coletâneas foram decididas por votação dos fãs.
A capa do álbum foi inspirada pela capa de Revolver, dos The Beatles, e foi inclusive desenvolvida pelo próprio artista da capa de Revolver, Klaus Voormann. Ao comentá-la, o guitarrista e principal compositor Takuro disse:
A faixa "Hashire! Mirai" foi usada como tema de abertura da adaptação anime de Ace of Diamond. A faixa "Sakurabito", composta por Takuro a pedido do Fukushima Hamakaido Sakura Project, foi incluída como faixa de encerramento de ambas as coletâneas.

## Faixas
| N.º            | Título                                        | Duração |  |
| 1.             | "Bleeze (album version)" (Teru)               | 3:54    |  |
| 2.             | "百花繚乱 (Hyakka Ryoran)"                    | 3:10    |  |
| 3.             | "Only Yesterday"                              | 4:45    |  |
| 4.             | "疾走れ！ミライ (Hashire! Mirai)"             | 4:01    |  |
| 5.             | "祭りのあと (Matsuri no Ato)"                 | 4:16    |  |
| 6.             | "浮気なKiss Me Girl (Uwaki na Kiss Me Girl)"  | 3:11    |  |
| 7.             | "妄想コレクター (Mousou Collector)" (Hisashi) | 5:05    |  |
| 8.             | "Hospital pm9"                                | 5:20    |  |
| 9.             | "Dark River"                                  | 5:11    |  |
| 10.            | "Till Kingdom Come"                           | 4:53    |  |
| 11.            | "Music Life" (música por Jiro)                | 5:12    |  |
| Duração total: | Duração total:                                | 48:58   |  |

| Ballads Best☆Melodies |                                                                               |         |  |
| N.º                   | Título                                                                        | Duração |  |
| 1.                    | "つづれ織り〜so far and yet so close〜 (Tsuzureori~so far and yet so close~)" | 5:11    |  |
| 2.                    | "Beloved"                                                                     | 4:45    |  |
| 3.                    | "Eternally"                                                                   | 6:15    |  |
| 4.                    | "Pure Soul"                                                                   | 6:28    |  |
| 5.                    | "However"                                                                     | 5:35    |  |
| 6.                    | "都忘れ (Miyako Wasure)"                                                      | 5:02    |  |
| 7.                    | "Satellite of Love"                                                           | 5:31    |  |
| 8.                    | "春を愛する人 (Haru wo aisuru hito)"                                          | 5:04    |  |
| 9.                    | "ずっと2人で... (Zutto Futari de...)"                                         | 7:08    |  |
| 10.                   | "カーテンコール (Curtain Call)"                                               | 5:34    |  |
| 11.                   | "Together"                                                                    | 7:02    |  |
| 12.                   | "Let Me Be"                                                                   | 6:22    |  |
| 13.                   | "Sorry Love"                                                                  | 5:44    |  |
| 14.                   | "さくらびと (Sakurabito)"                                                     | 2:08    |  |

| Ballads Best☆Memories |                                                             |         |  |
| N.º                   | Título                                                      | Duração |  |
| 1.                    | "笑顔の多い日ばかりじゃない (Egao no Ooi hi ga Kari Janai)" | 5:37    |  |
| 2.                    | "カナリヤ (Canary)"                                         | 6:52    |  |
| 3.                    | "軌跡の果て (Kiseki no Hate)"                               | 5:34    |  |
| 4.                    | "時の雫 (Toki no Shizuku)"                                  | 7:24    |  |
| 5.                    | "時計 (Tokei)"                                              | 4:24    |  |
| 6.                    | "Hello My Life"                                             | 3:34    |  |
| 7.                    | "Precious"                                                  | 6:32    |  |
| 8.                    | "ホワイトロード (White Road)"                               | 5:17    |  |
| 9.                    | "Mirror"                                                    | 5:50    |  |
| 10.                   | "May Fair"                                                  | 4:58    |  |
| 11.                   | "ゆるぎない者達 (Yuruginai Monotachi)"                      | 5:10    |  |
| 12.                   | "Rosy"                                                      | 4:35    |  |
| 13.                   | "さくらびと (Sakurabito)"                                   | 2:08    |  |